# 歌川重春
歌川 重春（うたがわ しげはる、生没年不詳）とは、江戸時代の浮世絵師。

## 来歴
初代歌川広重の門人、歌川の画姓を称す。初代広重の没後、元治の頃に二代目広重について甲府に行き、肉筆張交屏風等を制作した。同じく初代広重の門人であった清水重晴と同一人かともいわれる。

## 作品
- 「紅葉を焚いて酒を煖むる」　肉筆張交屏風
- 「撫子花」　肉筆張交屏風